# Virgichneumon inopinatus
Virgichneumon inopinatus är en stekelart som beskrevs av Heinrich 1978. Virgichneumon inopinatus ingår i släktet Virgichneumon och familjen brokparasitsteklar. Inga underarter finns listade i Catalogue of Life.